# Liste deutscher Übersetzungen der Göttlichen Komödie

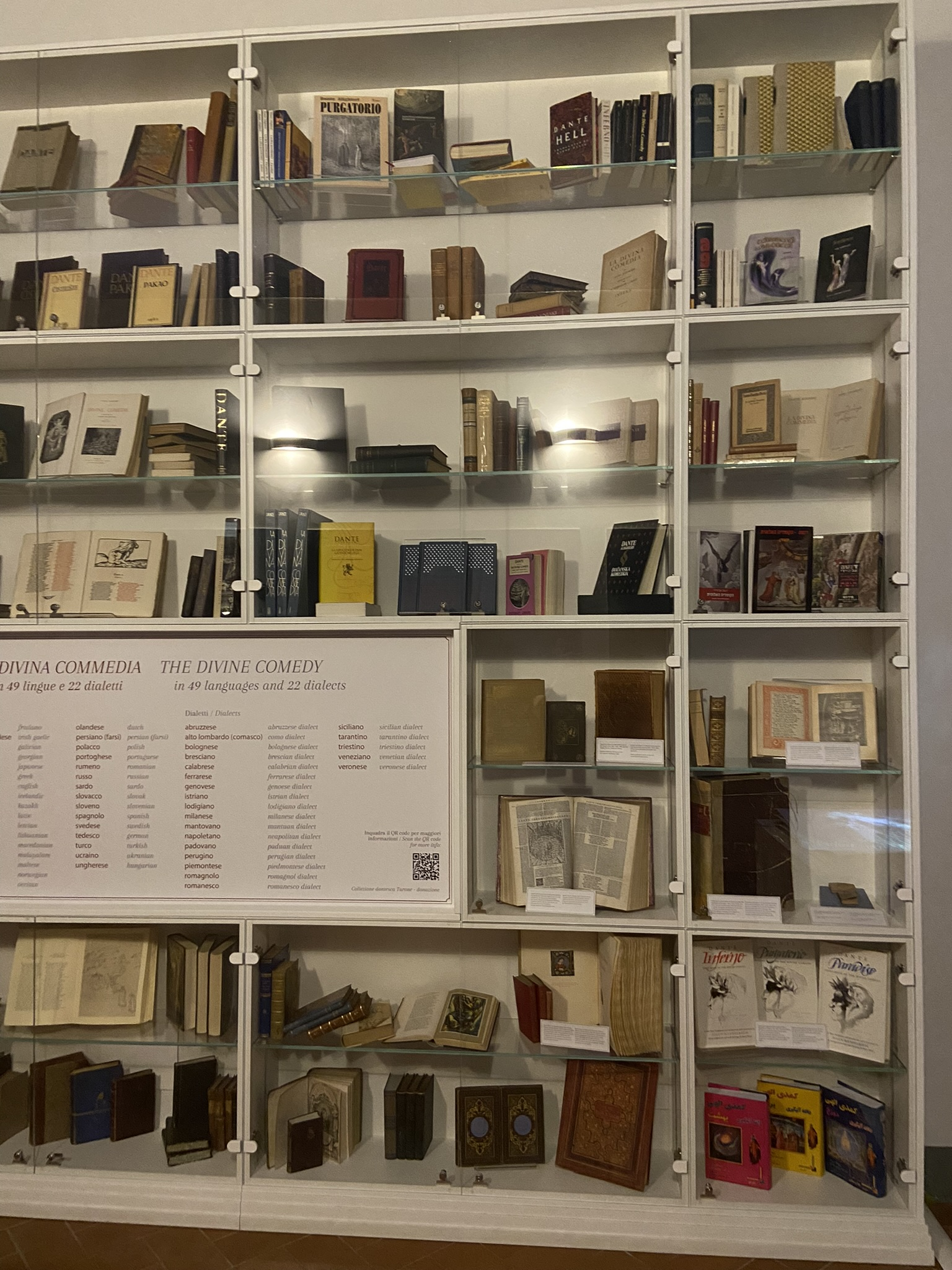
Übersetzungen der Göttlichen Komödie in 284 Ausgaben in 49 Sprachen und 22 Dialekten, welche der Casa di Dante in Florenz 2020 durch eine Schenkung des ehemaligen italienischen Ermittlungsrichters Giuliano Turone (Dante poliglotta) vermacht wurden. Die Exponate befinden sich in Raum Nr. 7 auf der 2. Etage.

Die Göttliche Komödie von Dante Alighieri ist ein episches Gedicht in italienischer Sprache, das zwischen 1308 und 1321 geschrieben wurde und die Reise seines Autors durch das christliche Leben nach dem Tod beschreibt. Die drei Cantiche des Gedichts, Inferno, Purgatorio und Paradiso, beschreiben jeweils die Hölle, den Läuterungsberg (auch als Fegefeuer betitelt) und das Paradies. Das Gedicht gilt als eines der größten Werke der Weltliteratur und trug dazu bei, Dantes toskanischen Dialekt als Standardform der italienischen Sprache zu etablieren. Es wurde über 400 mal in mindestens 52 verschiedene Sprachen und Dialekte übersetzt. Nach einer globalen Erhebung aus dem Jahr 2022 wurde die gesamte Commedia 474 mal übersetzt, wobei fast die Hälfte auf die Sprachen English, Deutsch, Französisch und Spanisch entfällt. Der italienische Ermittlungsrichter Giuliano Turone stiftete seine Sammlung von Übersetzungen der Göttlichen Komödie (284 Ausgaben in 49 Sprachen und 22 Dialekten) 2020 dem Museo Casa di Dante in Florenz. Sie wird im Saal Nr. 7 auf der 2. Etage ausgestellt.
Obwohl im deutschen Sprachraum Johann Jakob Bodmer bereits 1736 im Brief-Wechsel von der Natur des Poetischen Geschmacks die Ugolino-Episode aus Inferno XXXIII erwähnte, dauerte es noch weitere drei Jahrzehnte, bis Lebrecht Bachenschwanz 1767–69 die erste vollständige deutsche Übersetzung der Göttlichen Komödie auf eigene Rechnung veröffentlichte. Seither wurden über 50 vollständige Übersetzungen sowie unzählige Teilübersetzungen publiziert.
Die in den nachfolgenden Listen aufgeführten Titel basieren u. a. auf folgenden Dante-Bibliografien:
- Julius Petzholdt: Versuch einer Dante-Bibliographie von 1865 an. Druck von Blochmann & Sohn. Dresden 1868.
- Julius Petzholdt: Nachtrag zum Versuch einer Dante-Bibliographie von 1865 an. Aus dem Neuen Anzeiger für Bibliographie und Bibliothekwissenschaft, August bis September 1869.
- Julius Petzholdt: Bibliographia Dantea ab anno MDCCCLXV. [1865] inchoata. Dresden 1872.
- Giovanni Andrea Scartazzini: Dante in Germania. Parte seconda. Bibliografia dantesca alfabetica e sistematica. Ulrico Hoepli, Milano/Napoli/Pisa 1883.
- Guglielmo Locella: Zur deutschen Dante-Litteratur mit besonderer Berücksichtigung der Übersetzungen von Dantes Göttlicher Komödie. Druck und Verlag von B. G. Teubner, Leipzig 1889.
- Richard Zoozmann: Dante in Deutschland. In: Dantes Werke. Das neue Leben - Die Göttliche Komödie. (u. a.) mit einer Bibliographie: Dante in Deutschland, Proben von 52 deutschen Übersetzungen. Max Hesses Verlag, Leipzig 1909, S. 1-44.
- Richard Zoozmann: Zur Deutschen Dante-Bibliographie. In: Deutsches Dante-Jahrbuch, Achter Band, Böhlau, Weimar 1924, S. 175-184.
- Theodor Ostermann: Dante in Deutschland. Bibliographie der deutschen Dante-Literatur 1416ꟷ1927, Carl Winters Universitätsbuchhandlung, Heidelberg 1929.
- Theodor Ostermann: Bibliographie der deutschen Dante-Literatur 1928–1930. In: Deutsches Dante-Jahrbuch, Bd. 17 (1935), S. 102–186.
- Werner P. Friederich: Dante's Fame Abroad 1350 - 1850. Dante's Fame, Abroad. 1350-1850. The Influence of Dante Alighieri on the Poets and Scholars of Spain, France, England, Germany, Switzerland and the United States. Edizioni di storia e letteratura, Roma 1950.
- Marcella Roddewig: Kurzbibliographie der deutschen Ausgaben und Übersetzungen von Dantes Werken im 20. Jahrhundert (1900-1990). In: Deutsches Dante-Jahrbuch, Band 66, Nr. 1, 1991, S. 185-196.
- Volker Kopp und Frank-Rutger Hausmann: Bibliographie der deutschen Übersetzungen aus dem Italienischen 1730 – 1990, Band 2,1, A – Goldoni. Max Niemeyer Verlag, Tübingen 2004.
- Heinz-Willi Wittschier: Dantes Divina Commedia - Einführung und Handbuch. Peter Lang, Frankfurt a. M. 2004.

Quervergleiche verschiedener Übersetzungen wurden u. a. in folgenden Publikationen gemacht:
- Dante's Göttliche Komödie und ihre Übersetzungen. Der fünfte Gesang der Hölle in zwei und zwanzig Übersetzungen seit 1763 bis 1865. Zusammengestellt von Reinhold Köhler. Weimar: Hermann Böhlau, 1865.
- Richard Zoozmann: Dante in Deutschland. In: Dantes Werke. Das neue Leben - Die Göttliche Komödie. (u. a.) mit einer Bibliographie: Dante in Deutschland, Proben von 52 deutschen Übersetzungen. Max Hesses Verlag, Leipzig 1909, S. 62-132.
- Die Verse 97-142 des fünften Höllengesanges im Urtext und in den Übersetzungen von Richard Zoozmann. In: Deutsches Dante-Jahrbuch, Achter Band, Böhlau, Weimar 1924, S. 185-275.
- Weitere Übersetzungen der Verse 97-142 des fünften Höllengesangs und Proben von Kömödie-Übersetzern, die den fünften Höllengesang nicht nachgedichtet haben. In: Deutsches Dante-Jahrbuch. Neunter Band. Verlag der Deutschen Dante-Gesellschaft in Kommission bei R. Wagner Sohn, Weimar 1925. S. 122-125 und S. 126-141.
- La Commedia Colorata - Farbcodierung als Hilfsmittel für die Überprüfung der Übersetzungsqualität am Beispiel ausgewählter deutscher Übersetzungen der Göttlichen Komödie aus zweieinhalb Jahrhunderten, Elsa Verlag 2022.

Digitalisate sind in der Bayerischen Staatsbibliothek (MDZ) und anderen Instituten verfügbar (HAAB Weimar, USB Köln, SLUB Dresden, Google Books, HathiTrust, Internet Archive u. a.).

## Vollständige Übersetzungen
| Erscheinungsjahr(e) | Übersetzer(in)                                                         | Nationalität                                                                             | Berufliche Tätigkeit(en) | Verlag, Erscheinungsort | Form | Ausstattung, Buchschmuck, Paratext | Digitalisate |
| --- | ---------------------------------------------------------------------- | ---------------------------------------------------------------------------------------- | --- | --- | --- | --- | --- |
| - 1767 (Inferno) - 1768 (Purgatorio) - 1769 (Paradiso) | Lebrecht Bachenschwanz (1729-1802)                                     | Deutschland                                                                              | Schriftsteller, Übersetzer | Selbstverlag | Prosa | Widmungen, Privileg, Vorberichte des Übersetzers, Anmerkungen, Vignetten | - Von der Hölle (1767, 2. Auflage) MDZ - Von dem Fegfeuer (1768) MDZ - Von dem Paradiese (1769) MDZ - Transkription durch Carl Nyholm |
| - 1809 (August Bode, Ludwig Hain, Karl Ludwig Kannegießer) - 1. Ausgabe 1814 (Inferno, Purgatorio) - 1. Ausgabe 1821 (Paradiso) - 2. sehr veränderte Ausgabe 1825 - 3. sehr veränderte Ausgabe 1832 - 4. sehr veränderte Ausgabe 1843 - 5. umgearbeitete Ausgabe, hrsg. von Karl Witte 1873 | Karl Ludwig Kannegießer (1781–1861)                                    | Deutschland                                                                              | Gymnasialdirektor, Schriftsteller, Romanist, Anglist, Literaturwissenschaftler, Dramatiker, Lyriker                                                      | - F. A. Brockhaus, Leipzig - Christian Friedrich Schade, Wien | - (1. Ausgabe) Inferno in Terzinen mit weiblichen Reimen, Purgatorio und Paradiso mit männlichen Versen untermischt - (2. Ausgabe) Terzinen mit hauptsächlich weiblichen Reimen - (3. Ausgabe) Terzinen mit weiblichen und männlichen Reimen, diese jetzt häufiger geschmischt - (4. Ausgabe) Keine wesentlichen Änderungen zur dritten Ausgabe - (5. Ausgabe) Durchgereimt in beliebig wechselnden männlich und weiblich ausklingenden Terzinen. Kannegießer hat also drei selbständige Übertragungen geliefert. | Vorrede, Einleitung, Rubriken, Anmerkungen | - 1809 (Inferno von Bode, Hain, Kannegießer) MDZ - 1814 (1. Ausgabe Inferno) SLUB - 1814 (1. Ausgabe Purgatorio) MDZ - 1821 (1. Ausgabe Paradiso) MDZ - 1825 (2. Ausgabe Inferno) MDZ - 1825 (2. Ausgabe Purgatorio) MDZ - 1825 (2. Ausgabe Paradiso) MDZ - 1832 (3. Ausgabe Inferno) MDZ - 1832 (3. Ausgabe Purgatorio) MDZ - 1832 (3. Ausgabe Paradiso) MDZ - 1843 (4. Ausgabe Inferno) MDZ - 1843 (4. Ausgabe Purgatorio) MDZ - 1843 (4. Ausgabe Paradiso) MDZ - 1873 (5. Ausgabe Commedia) HAAB - 1873 (5. Ausgabe Inferno) HAAB - 1873 (5. Ausgabe Purgatorio) HAAB - 1873 (5. Ausgabe Paradiso) HAAB |
| - 1824 (Inferno) - 1825 (Purgatorio) - 1826 (Paradiso) - 1834 (2. verbesserte Ausgabe) - 1840 (Ausgabe letzter Hand) - 1871 - 1876 | Karl Streckfuß (1778 oder 1779–1844)                                   | Deutschland                                                                              | Jurist, Hauslehrer, Verwaltungsbeamter, Schriftsteller, Lyriker                                                                                          | Hemmerde & Schwetschke, Halle | Terzinen mit regelmäßig alternierenden männlichen und weiblichen Reimen (Streckfuß-Terzinen) | Widmungen, Andeutungen zur Kenntniß des Dichters und seines Zeitalters, Vorworte, Anmerkungen | - 1824 (Inferno) MDZ - 1825 (Purgatorio) MDZ - 1826 (Paradiso) MDZ - 1834 (Commedia) MDZ |
| - 1828/1833 (Inferno) - 1839/1865 (Inferno) - 1840/1865 (Purgatorio) - 1849/1865 (Paradiso) - 1865 (Commedia) | Johann (Sachsen) alias Philalethes (1801–1873)                         | Deutschland                                                                              | Adeliger, Staatsmann, König | - Selbstverlag (1828) - Gärtnersche Buchdruckerei, Dresden (1833) - B. G. Teubner Verlag, Dresden (1839, 1840, 1865) - Arnoldische Buchhandlung, Dresden und Leipzig (1849) | Blankverse mit fast durchgehend weiblichen Schlüssen | Dante-Porträt nach Giotto di Bondone, Stahlstich nach einer Zeichnung von Julius Hübner, Vorrede, Vorwort, Anmerkungen, Schemazeichnungen, Karten, Grundriss von Florenz | - 1828 (Inferno) MDZ - 1833 (Inferno) MDZ - 1839 (Inferno) MDZ - 1840 Purgatorio MDZ - 1849 (Paradiso) MDZ - 1865 (Commedia) MDZ - Kritische Ausgabe des Inferno: Text I + D Text koloriert I + D koloriert |
| - 1830 (Inferno) - 1831 (Purgatorio und Paradiso), | Johann Benno Hörwarter (1751–1837) und Karl von Enk (1808–1885)        | Österreich                                                                               | Tiroler Landesvertheidiger bzw. Lehrer | In der Wagner’schen Buchhandlung, Innsbruck | Prosa | Vorwort, Erläuterungen | - 1830 (Inferno) MDZ - 1831 (Purgatorio) MDZ - 1831 (Paradiso) MDZ |
| - 1836 (Inferno und Purgatorio) - 1837 (Paradiso) | Johann Friedrich Heigelin (1764–1845)                                  | Deutschland                                                                              | Pfarrer, ab 1800 Klosterpfarrer zu Herrenalb | Friedrich M. Mangold, Blaubeuren | Blankverse mit durchgehend männlichen Schlüssen | Dante-Porträt nach einer Zeichnung von Bernardino India, je zwei Umrisse von John Flaxman, Weihegesang, Über das Leben des Dichters einige Worte, Rubriken, Anmerkungen | - 1836 (Inferno) MDZ - 1836 (Purgatorio) MDZ - 1837 (Paradiso) MDZ |
| - 1840, 1842, 1855 - 1856 (neu bearbeitete Ausgabe) | Karl Gustav von Berneck alias Bernd von Guseck (1803–1871)             | Deutschland                                                                              | Novellist, Militärschriftsteller | - Verlag Hoffmann, Stuttgart (1840) - Verlag von Dennig Finck & Co., Pforzheim (1841, 1842) - Rieger’sche Verlagsbuchhandlung, Stuttgart (1855, 1856)                       | Terzinen mit männlichen und weiblichen Reimen in beliebigem Wechsel | Stahlstich von Peter Carl Geissler mit einem Motiv der Ugolino-Episode (Inferno XXXII 124-129), Vorwort, Anmerkungen, Rubriken | - 1841 (1. Ausgabe) Internet Archive - 1855 (1. Ausgabe) MDZ |
| - 1837 – 1842 (1. Ausgabe) - 1863 (2. verbesserte Ausgabe) - 1882 und 1887 (3. Ausgabe; berichtigt, revidiert und ergänzt durch Theodor Paur) | August Kopisch (1799–1853)                                             | Deutschland                                                                              | Erfinder, Landschafts- und Historienmaler, Schriftsteller, Dichter                                                                                       | - Enslin’sche Buchhandlung, Berlin (1842) - Verlag von Immanuel Guttentag, Berlin (1862) - Verlag von Brachvogel & Ranft, Berlin (1887)                                     | Blankverse (reimlose Jamben) mit fast durchgehend weiblichen Schlüssen | Italienischer Text (1842), Fotografie der Bronzebüste des Museo Borbonico in Neapel, Vorwort, Rubriken, Erläuterungen, Abhandlungen, Nachträge, Register | - 1. Auflage 1842 Google Books - 2. Ausgabe 1862 HAAB - 2. Ausgabe 1862 Internet Archive - 3. Ausgabe 1882 |
| 1864 | Ludwig Gottfried Blanc (1781–1866)                                     | Deutschland                                                                              | reformierter Pfarrer, Romanist | Verlag der Buchhandlung des Waisenhauses, Halle | Reimlose Jamben, männlich und weiblich ausklingend | Dante-Porträt von Julius Thaeter, Vorwort, Anmerkungen | - MDZ |
| 1865 | Karl Eitner (1805–1884)                                                | Deutschland                                                                              | Schriftsteller, Privatgelehrter | Verlag des Bibliographischen Instituts, Leipzig und Wien | Reimlose, männlich und weiblich ausklingende Jamben | Dante’s Leben und Werke, Anmerkungen | - MDZ (Inferno) - MDZ (Purgatorio) - MDZ (Paradiso) |
| 1865 | Josefine von Hoffinger (1820–1868)                                     | Österreich                                                                               | Erzieherin, Schriftstellerin | Wilhelm Graumüller, Wien | Abgewandelte Schlegel-Terzinen: aba/cbc/ded…; die äußeren Terzinenverse weiblich, die Mittelverse männlich ausklingend (erste und einzige Übersetzung dieser Art) | Vorwort, Anmerkungen | - Commedia HAAB - Inferno HAAB - Purgatorio HAAB - Paradiso HAAB |
| - 1865 (1. und 2. Ausgabe) - 1876 (3. Ausgabe) | Karl Witte (1800–1883)                                                 | Deutschland                                                                              | Jurist | Verlag von Rudolf Ludwig von Decker, Berlin | Reimlose, männlich und weiblich ausklingende Jamben | Dante-Porträt nach Raffael (Fotografie), Einleitung, Erläuterungen, | - 1865 (Commedia) MDZ - 1876 (Commedia) MDZ - 1876 (Erläuterungen) MDZ |
| - 1870 (Inferno) - 1871 (Purgatorio und Paradiso) | Wilhelm Krigar (1808–1880)                                             | Deutschland                                                                              | Jurist, Übersetzer | Verlag von Wilhelm Moeser, Berlin | Terzinen mit durchgehend weiblichen Reimen (Krigar-Terzinen) | Zueignung an Ludwig Uhland, Rubriken, Erklärungen, Ziermajuskeln, Illustrationen von Gustave Doré | - Inferno (MDZ) - Purgatorio (MDZ) - Paradiso (MDZ) |
| - 1871 (Inferno) - 1872 (Purgatorio und Paradiso) | Friedrich Notter (1801–1884)                                           | Deutschland                                                                              | Schriftsteller, Reichstagsabgeordneter | Verlag von Paul Neff, Stuttgart | Terzinen mit streng regelmäßig alternierenden männlichen und weiblichen Reimen (Streckfuß-Terzinen) | Vorbemerkung, Dante’s Leben und Ansichten, Vorworte, Anmerkungen, Exkurse | - 1871 (Inferno) MDZ - 1872 (Purgatorio, Paradiso) MDZ |
| - 1877 - 2010 (Neuausgabe) | Karl Bartsch (1832–1888)                                               | Deutschland                                                                              | germanistischer Mediävist, Altphilologe, Germanist, Romanist                                                                                             | - Verlag von F. C. W. Vogel, Leipzig (1873) - marixverlag GmbH, Wiesbaden (2010)                                                                                            | In durchgereimten, beliebig männlich und weiblich ausklingenden Terzinen | Vorwort, Rubriken, Anmerkungen | - 1877 (Inferno) MDZ - 1877 (Purgatorio) MDZ - 1877 (Paradiso) MDZ - Kritische Ausgabe Text I+D Text koloriert I+D koloriert |
| - 1883 (Inferno) - 1884 (Purgatorio) - 1885 (Paradiso) | Julius Francke                                                         | Deutschland                                                                              | Advokat, Lyriker | Verlag von Breitkopf und Härtel, Leipzig | Terzinen mit durchgehend echten weiblichen Reimen (Krigar-Terzinen) | Widmung, Vorwort, Rubriken, Anmerkungen | - 1883 (Inferno) MDZ - 1884 (Purgatorio) MDZ - 1885 (Paradiso) MDZ |
| - 1888 - 1991 (2. durchgesehene Auflage) - 1900 - 1905 | Otto Gildemeister (1823–1902)                                          | Deutschland                                                                              | Journalist, Schriftsteller, Übersetzer, liberal-konservativer Politiker, Senator, Bremer Bürgermeister                                                   | - Verlag von Wilhelm Hertz, Berlin (1888, 1991, 1900) - J. G. Cotta, Stuttgart und Berlin (1905)                                                                            | Terzinen mit regelmäßig alternierenden männlichen und weiblichen Reimen (Streckfuß-Terzinen) | Einleitung, Rubriken | - 1888 (Commedia) Google Books |
| 1889 | Sophie Hasenclever, geb. von Schadow (1823–1892)                       | Deutschland                                                                              | Dichterin | Verlag von Felix Bagel, Düsseldorf | Terzinen mit wechselnden männlichen und weiblichen Reimen. Die Verszahl hält sich oft nicht streng an den Urtext. | Einleitung, Rubriken | - 1889 (Commedia) Google Books |
| - 1887 (Inferno) - 1891 (Purgatorio) - 1894 (Paradiso) | Carl Bertrand (1816–1895)                                              | Deutschland                                                                              | Arzt , Übersetzer | Verlag von Gustav Koester, Heidelberg | In reimlosen, männlichen und weiblichen Jamben. | Vorwort, Erläuternde Vorbemerkungen, Rubriken, Anmerkungen | - 1887 (Inferno) MDZ - 1891 (Purgatorio) MDZ - 1894 (Paradiso) MDZ |
| - 1892 (Inferno) - 1909 (Purgatorio) - 1921 (Paradiso) | Alfred Bassermann (1856–1935)                                          | Deutschland                                                                              | Jurist, Schriftsteller | - R. Oldenbourg Verlag, München und Berlin - Carl Winter’s Universitätsbuchhandlung, Heidelberg                                                                             | Terzinen mit vorwiegend weiblichen Reimen | Vorwort, Rubriken, Anmerkungen, Vignetten, Kommentar, Namenverzeichnis | - 1892 (Inferno) MDZ |
| 1901 | Bartholomäus von Carneri (1821–1909)                                   | Österreich                                                                               | Politiker, Dichter, Philosoph | Verlag von Otto Hendel | In reimlosen männlichen und männlichen Jamben | Vorwort, Rubriken, Anmerkungen, Namensregister | |
| - 1901 - 1907 - 1909 (Taschenausgabe) | Paul Pochhammer (1841–1916)                                            | Deutschland                                                                              | preußischer Offizier | Druck und Verlag von B. G. Teubner, Leipzig | In deutschen Stanzen frei bearbeitet, den Inhalt nicht verändernd | Dantes Leben, Einführung in Dantes Göttliche Komödie, Nachwort, Dante-Porträt: Radierung nach Giotto von E. Burnand, Buchschmuck von H. Vogeler-Worpswede, Rubriken, Skizzen, Schemazeichnungen                                                                               | - 1920 (2. Auflage der Ausgabe von 1909) Internet Archive |
| - 1901 (Purgatorio) - 1902 (Inferno) - 1903 (Paradiso) | Josef Kohler (1849–1919)                                               | Deutschland                                                                              | Jurist, Autor | Verlag von Albert Ahn, Berlin, Köln, Leipzig | In durchgereimten männlichen und weiblichen Terzinen, den Inhalt vielfach verändernd | Vorworte, Rubriken | |
| 1907 | Richard Zoozmann (1863–1934)                                           | Deutschland                                                                              | Lyriker, Epiker, Dramatiker, Redakteur, Herausgeber | Max Hesses Verlag, Leipzig | Terzinen mit männlichen und weiblichen Reimen | Einleitung Dantes Leben, seine Zeit und seine Werke, Bildnisse, Abbildungen, Skizzen, Bibliografie | |
| - 1908 (umgearbeitete Ausgabe) - 1911 (2. Ausgabe) - 1921 (3. Ausgabe) | Richard Zoozmann (1863–1934)                                           | Deutschland                                                                              | Lyriker, Epiker, Dramatiker, Redakteur, Herausgeber | Herdersche Verlagshandlung, Freiburg im Breisgau | - (1. Ausgabe) Schlegel-Terzinen, die den Mittelreim auslässt. Männliche und weibliche Reime wechseln. - (2. Ausgabe) In Schlegelterzinen, die durchgehends weibliche, männliche oder dakylische Reime nur dort aufweist, wo sie das Vorbild hat. - (3. Ausgabe) Dem Urtext entsprechend gereimte Übersetzung. | Italienischer Text, Vorbemerkungen, Begleitwort, Einführung, Anmerkungen, Namen- und Ortsregister, Sachregister, Bild einer Bronzebüste des 15. Jahrhunderts von Dante im Nationalmuseum Neapel                                                                               | |
| - 1916 (Inferno) - 1925 (Inferno) (2. überarbeitete Ausgabe) - 1920 (Purgatorio) - 1914 (Paradiso) - 1922 (Paradiso) (2. überarbeitete Ausgabe) | Lorenz Zuckermandel (1847–1928)                                        | Deutschland                                                                              | Bankier, Investor, Unternehmensgründer | J. H. Ed. Heitz, Straßburg | Terzinen mit vorwiegend weiblichen Reimen | Broschur, Buchdeckel mit Beatrice und Dante im Sonnenhimmel (Paradies 10. Gesang) nach einer Zeichnung von Sandro Botticelli, einige wenige Anmerkungen in Dantes Paradies (1914)                                                                                             | - Kritische Ausgabe Text I-D Text koloriert I-D koloriert |
| 1920 | Axel Lübbe (1880–1963)                                                 | Deutschland                                                                              | Dramatiker, Schriftsteller | Erich Matthes, Leipzig | Terzinen mit fast durchgehend weiblichen Reimen (Krigar-Terzinen) | Rubriken, drei Vorblätter von Julius H. Bissler | |
| 1920 (handschriftlich) | Hedwig von Ohlen und Adlerscron                                        | Deutschland                                                                              | | Unveröffentlicht | In reimlosen Jamben, männliche und weibliche Verausgänge wechselnd (Angaben von Richard Zoozmann) | | |
| 1921 und Nachdrucke in Folgejahren | Hans Geisow (1879–1939)                                                | Deutschland                                                                              | Chemiker, Sportfunktionär, nationalsozialistischer Kulturpolitiker und Intendant                                                                         | Walter Hädecke Verlag, Stuttgart | Jambische, trochäische, daktylische Zwei-, Drei-, Vier- und Fünfheber in verschiedenen Reimfolgen, den Inhalt oft wesentlich verändernd | Überschriften und Initialen in grüner Satzschrift | |
| - 1921 - 1947 (2. überarbeitete Ausgabe) | Konrad Falke (1880–1942)                                               | Schweiz                                                                                  | Privatgelehrter, Schriftsteller, Dramatiker, Essayist, Privatdozent für deutsche Literatur, Herausgeber, Redner                                          | Max Rascher Verlag, Zürich | Reimlose Jambenüberrsetzung mit überwiegend weiblichen Schlüssen, darunter viele Spondeen | Einleitung Wie sollen wir Dante lesen?, Kommentar mit Leben Dantes, schematische Übersichten, Anmerkungen | |
| 1921 | Siegfried von der Trenck (1882–1951)                                   | Deutschland                                                                              | Epiker, Lyriker, Romancier, Essayist | Friedrich Andreas Perthes A.-G., Gotha | Wortreiche Umdichtung in jambischen Fünfhebern mit unregelmäßig gemischten Reimfolgen in beliebiger Anordnung. Oft wiederholt sich der gleiche Reim dreimal hintereinander. Mit dem Inhalt ist willkürlich umgesprungen, so dass vom Danteschen Gehalt wenig übrig bleibt. | Frontispiz: Dante-Porträt nach Andrea del Castagno | |
| 1923 – 1930 | Rudolf Borchardt (1877–1945)                                           | Deutschland                                                                              | Schriftsteller, Lyriker, Redner | - Verlag der Bremer Presse, München - Ernst Rowohlt, Berlin | In echten Terzinen mit männlichen und weiblichen Reimen in einer ans Alemannische angelehnten Kunstsprache | Ehrentafel des Dantegedächtnisses, Nachwort | |
| 1924 | A. v. Waldau                                                           | Deutschland                                                                              | | | Reimlose, dem Urtext entsprechend skandierte Übertragung | Italienischer Text | |
| - 1926 - 1956 (2. überarbeitete Ausgabe) | August Vezin (1979–1963)                                               | Deutschland                                                                              | Gymnasiallehrer, Philologe | - Josef Kösel & Friedrich Pustet K.-G., München (1926) (1. Ausgabe) - Verlag Herder, Freiburg und Rom (2. überarbeitete Ausgabe)                                            | Terzinen mit fast durchgehend weiblichen Reimen | Frontispiz: Stich mit Dante-Porträt; Titel und Initialen mit verzierten Großbuchstaben in roter Satzschrift (1. Ausgabe); Frontispiz: Federzeichnung mit Dante-Porträt nach dem Codex Palatinus 320, Einführung, Quellen, Parallelen, Hinweise, Anhang, Register (2. Ausgabe) | |
| 1928 | Georg van Poppel                                                       | Belgien (Flandern)                                                                       | Literaturwissenschaftler, Übersetzer aus dem Flämischen                                                                                                  | Werkbundverlag, Würzburg | Terzinen mit fast durchgehend weiblichen Reimen | Die Dichtung (erster Band) und Erklärung (zweiter Band), mit Vorwort, Einführung, Erläuterungen, Verantwortung über die Auffassung einiger strittiger Stellen, Namenvereichnis, Rubriken, Schemazeichnungen                                                                   | |
| 1929 | Reinhold Schoener (1849–1936)                                          | Deutschland                                                                              | Hauslehrer, Journalist, Auslandkorrespondent, Kunsthistoriker, Autor                                                                                     | W. Regenberg, Rom | In reimlosen Jamben mit weiblichen Versausgängen | Vorwort, Der Dichter und sein Werk, Rubriken | - Kritische Ausgabe Text I+D Text koloriert I+D koloriert |
| 1937 | Friedrich Freiherr von Falkenhausen (1869–1946)                        | Deutschland                                                                              | preußischer Verwaltungsjurist, Schriftsteller | Insel-Verlag, Leipzig | Terzinen mit vorwiegend weibl. Reimen | Vorwort, Einführung, Erläuterungen, Rubriken | |
| - 1942 (Berlin) - 1945 (Zürich) | Karl Vossler (1872–1949)                                               | Deutschland                                                                              | Germanist, Romanist, Universitätsprofessor | - Atlantis-Verlag, Berlin (1942) - Atlantis-Verlag, Zürich (1945, 1953) - Lizenzausgaben in verschiedenen Verlagen                                                          | Blankverse mit in etwa ausgewogen männlichen und weiblichen Schlüssen | Vorwort, Einleitung, Rubriken | - Kritische Ausgabe Text I+D Text koloriert I+D koloriert |
| - 1943, 1960 (Inferno) - 1956, 1960 (Purgatorio) - 1961 (Paradiso) | Benno Geiger (1882–1965)                                               | Österreich                                                                               | Kunsthistoriker, Kunsthändler, Schriftsteller | - Casa Editrice Le tre Venezie, Padua (1943) - Vallecchi Editore, Padua (1956) - Hermann Luchterhand Verlag, Darmstadt, Berlin-Spandau, Neuwied am Rhein (1960, 1961)       | Terzinen mit durchgehend weiblichen Reimen | Zum Geleit, Vorwort, Rubriken, Namen- und Quellennachweis, Nachwort | |
| 1944 | Anna Karma-Krüger (1882-1972)                                          | Deutschland                                                                              | | Typoskript | Blankverse | | |
| 1949-1957 | Hermann Gmelin (1900–1958)                                             | Deutschland                                                                              | Romanist | - Klett-Cotta Verlag, Stuttgart - dtv Verlagsgesellschaft, 1988 (photomechanischer Nachdruck)                                                                               | Blankverse mit durchgehend weiblichen Schlüssen | Vorwort, Rubriken, separate Kommentarbände zu jeder Cantica, Bibliographie, Stichwort-Verzeichnis | |
| 1950 | Richard Euringer alias Florian Ammer (1891–1953)                       | Deutschland                                                                              | Schriftsteller | Verlag Herder, Freiburg | Erzählung für Jugendliche (Die göttlichen Abenteuer des jungen Dante) | Schemazeichnung | |
| 1952 | Hermann A. Prietze                                                     | Deutschland                                                                              | Übersetzer | - Verlag Lambert Schneider, Heidelberg - Verlag Jakob Hegner, Köln (1966) (photomechanischer Nachdruck)                                                                     | Blankverse mit leicht vorwiegend weiblichen Schlüssen | Namensverzeichnis | |
| 1953 | Blasius Marsoner (1924–1991)                                           | Italien (Südtirol)                                                                       | Autodidakt, Dichter, Lokalhistoriker | Privatdruck basierend auf dem Typoskript von Gerda Foltin geborene Hartung von Hartungen (1908–1986)                                                                        | Volkstümliche Strophe aus vier vierfüßigen Jamben mit der Reimordnung [aabb] | | - Kritische Ausgabe Text I+D Text koloriert I+D koloriert |
| 1955 | Karl Willeke (1875–1956)                                               | Deutschland                                                                              | Lehrer, Autor | Gebr. Zimmermann Verlag, Balve / Westfalen | Sauerländisches Platt; Blankverse mit durchgehend weiblichen Schlüssen | Vorwort, Vorbemerkung zur sprachlichen Fassung, Rubriken in Standarddeutsch, Übersetzungen sauerländisches Platt > Standarddeutsch | |
| 1955 | Wilhelm Gustav Hertz (1887–1965)                                       | Deutschland                                                                              | Wirtschaftswissenschaftler, Jurist, Schriftsteller | - Fischer Bücherei KG, Frankfurt am Main - Weitere Ausgaben im Winkler-Verlag, München (1957) sowie diverse Lizenz-Ausgaben in verschiedenen Verlagen                       | Echte Terzinen mit beliebig wechselnden männlichen und weiblichen Versausgängen | Nachwort des Übersetzers, Dante Alighieri, Anmerkungen, Nachwort von Hans Rheinfelder (1957), Zeittafel, Literaturhinweise | |
| 1960 | Richard Eberwein (1878–1965)                                           | Österreich                                                                               | Biologe, Gymnasialprofessor | | reimlose Zehn- und Elfsilbler | Typoskript | - Typoskript Inferno Purgatorio Paradiso - Transkription und kritische Ausgabe Text I+D Text koloriert I+D koloriert |
| 1962 | Walther Heidenhain (1872– ca. 1964)                                    | Deutschland                                                                              | Amtsgerichtsrat | | Blankverse | Verschollen | |
| 1963 | Ida von Wartburg-Boos (1887–1963) und Walther von Wartburg (1888–1971) | Schweiz                                                                                  | Ida von Wartburg-Boos: Frauenärztin, Frauenrechtlerin, Anthroposophin; Walther von Wartburg: Gymnasiallehrer, Romanist, Sprachwissenschaftler, Etymologe | Manesse Verlag, Zürich | Blankvers mit leicht überwiegend weiblichen Schlüssen, aber auch mehrfach Sechsheber, gelegentlich ein Vierheber | Kapitel Dantes Leben und Werk, Kommentar, Anmerkungen, 48 Illustrationen nach Holzschnitten von Gustave Doré. Die in den früheren Ausgaben fehlende Terzine Purgatorio XIII 88-90 wurde vom Verlag in der großformatigen Ausgabe von 2018 stillschweigend eingesetzt.         | |
| 1965 | Nora Urban, geb. Nora Bersa von Leidenthal (1889–1977)                 | Österreich                                                                               | Malerin, Schriftstellerin, Übersetzerin aus dem Französischen und Italienischen, Journalistin, Essayistin                                                | Eduard Kaiser Verlag, Klagenfurt (später: Neuer Kaiser Verlag, Klagenfurt)                                                                                                  | Zumeist Blankverse mit männlichen und weiblichen Schlüssen; mehrfach Sechsheber und Vierheber | Vorwort, Quellennachweis, Rubriken | |
| 1966 | Christa Renate Köhler                                                  | Deutschland                                                                              | Übersetzerin | Akademie-Verlag, Berlin | Terzinen mit in etwa ausgewogen männlichen und weiblichen Reimen | Erläuterungen, Ein Blick auf Dante, Bibliographie wichtigster Dante-Publikationen aus den Jahren 1875 – 1965 | |
| - 1983 - 2014 (2. überarbeitete Ausgabe) | Hans Werner Sokop (* 1942)                                             | Österreich                                                                               | Jurist, Wiener Verwaltungsbeamter, Lyriker, Übersetzer                                                                                                   | - Arena 2000 / Österreichische Gesellschaft zur Förderung von Kunst & Kommunikation, Wien (1983) - Akademische Druck- und Verlagsanstalt (ADEVA), Graz (2014)               | Terzinen mit durchgehend weiblichen Reimen | Illustrationen von Franz Scheck (Inferno), Heinz Richard Berger (Purgatorio) und Oscar Asboth (Paradiso) (1983); Bilder von Fritz Karl Wachtmann (2014) | |
| - 1984 - 1987/1988 (revidierte Fassung) | Salo Weindling (1910-1999)                                             | geboren in Deutschland, emigrierte 1939 nach England und 1949 in die Vereinigten Staaten | Lehrer, Linguist | Unveröffentlicht | Blankverse, Schlüsse durchgehend mwm, wmw, mwm… | Typoskript | |
| 1995 | Georg Hees (1920–2000)                                                 | Deutschland                                                                              | Übersetzer englischer und französischer juristischer Texte in der Wirtschaft                                                                             | Verlag der Kooperative Dürnau GmbH & Co KG, Dürnau (Landkreis Biberach) | Prosa (Interlinearübersetzung) | Italienischer Text, Vorwort, Anmerkungen | |
| 1997 (postum herausgegeben) | Hans Schäfer (1906–1997)                                               | Österreich                                                                               | Arzt (Allgemeinmedizin) | Apeiron Verlag für Mittelalterliches Schrifttum GmbH, Marburg | Terzinen mit durchgehend weibl. Reimen; mehrfach Sechsheber; gelegentlich trochäische Verse | Notiz der Herausgeberin Ingrid Schäfer, Vorwort, Kommentar mit Anmerkungen | |
| - 1997 (1. Auflage) - 1998 (2. Auflage) (postum herausgegeben) | Georg Peter Landmann (1905–1994)                                       | Schweiz                                                                                  | Altphilologe, Übersetzer, Gymnasiallehrer | Königshausen & Neumann, Würzburg | Prosa | Text in Kleinschreibung mit Erläuterungen (Kommentarpassagen) und einer Zeittafel zum Leben von Georg Peter Landmann | |
| 2003 | Walter Naumann (1910–1997)                                             | Deutschland                                                                              | Deutsch-amerikanischer Romanist, Germanist, Komparatist                                                                                                  | Wissenschaftliche Buchgesellschaft, Darmstadt | Prosa, in Terzinen gesetzt | Vorrede zur Übersetzung, separater Band mit Erläuterungen, Zeittafel, Literaturübersicht, Abkürzungsverzeichnis, Schemazeichnungen, Namen- und Sachregister von Ferdinand H. Barth                                                                                            | |
| 2003 | Thomas Vormbaum (* 1943)                                               | Deutschland                                                                              | Rechtswissenschaftler und Professor für Strafrecht, Strafprozessrecht und Juristische Zeitgeschichte                                                     | Berliner Wissenschafts-Verlag, Berlin | Terzinen mit leicht vorwiegend weiblichen Reimen | Italienischer Text, Collagen von Ruth Tesmar, Rubriken, Erläuterungen | |
| - 2010 (Inferno) - 2011 (Purgatorio) - 2012 (Paradiso) | Hartmut Köhler (1940–2012)                                             | Deutschland                                                                              | Romanist, Übersetzer, Universitätsprofessor | Philipp Reclam jun. GmbH, Stuttgart | Prosa | Italienischer Text, Anmerkungen, Vorworte („Zur Anlage von Dantes Inferno, Purgatorio und Paradiso“), Abkürzungen und Siglen, Namensregister, Anmerkungen zur Übersetzung, Schemazeichnungen                                                                                  | |
| 2011 | Kurt Flasch (* 1930)                                                   | Deutschland                                                                              | Philosoph, Philosophiehistoriker | S. Fischer Verlag GmbH, Frankfurt am Main | Prosa | Großformat im Schuber zusammen mit dem Buch Einladung, Dante zu lesen, Rubriken und Anmerkungen | |
| 2015 | Alfred Anderau (* 1936)                                                | Schweiz                                                                                  | Gymnasiallehrer, Liedersammler, Komponist, Arrangeur, Herausgeber, Übersetzer aus dem Englischen, Italienischen, Dänischen, Schwedischen und Russischen  | Books on Demand (BoD), Norderstedt bei Hamburg | ungereimte, freie Verse | Vorwort, Anmerkungen, Einführungen, Schemazeichnungen, Verzeichnis der Abkürzungen, Namen, Orten, Begebenheiten und Begriffen, Rubriken | |
| 2021 | Bernhard Christ (* 1942)                                               | Schweiz                                                                                  | Rechtsanwalt, Notar, Politiker, Übersetzer | Schwabe Verlag, Basel | Prosa | Rubriken, Erläuterungen, Einleitung, Chronologie zu Dantes Leben sowie Skizzen zu Inferno, Purgatorio und Paradiso | - |
| 2021 | Dominik Meli (* 1965)                                                  | Schweiz                                                                                  | Informatiker, Herausgeber, Übersetzer, Transkribent | Elsa Verlag (digitaler Selbstverlag) | Übersetzung ins Berndeutsche; ungereimte, freie Verse | Vorwort und Rubriken | - Text - I+D - Text koloriert - I+D koloriert |
| 2024 | Rudolf Georg Adam (* 1948)                                             | Deutschland                                                                              | Diplomat, Autor, Redenschreiber, Vizepräsident des BND                                                                                                   | Manesse Verlag, München | rhythmisierte Prosa | Anmerkungen, Nachwort, Zeittafel zur Jenseitsreise Dantes, Wegweiser zu den markantesten Stellen, Leitfaden zur Dante-Literatur, Skizzen zu Inferno, Purgatorio und Paradiso, 18 farbige Illustrationen, Hinweise auf andere Übersetzungen                                    | |

## Teilübersetzungen und Bearbeitungen
| Erscheinungsjahr(e) | Teil | Übersetzer(in)                                                                            | Nationalität                    | berufliche Tätigkeit(en) | Verlag, Erscheinungsort | Form                                                                                    | Ausstattung, Paratext, Buchschmuck | Digitalisate |
| --- | --- | ----------------------------------------------------------------------------------------- | ------------------------------- | --- | --- | --------------------------------------------------------------------------------------- | --- | --- |
| - 1479 (Manuskript) - 1882 (Transkription)                                                                                | Inferno III 1-3                                                                                            | Eg. Fork aus Lichtenfels                                                                  | Deutschland                     | | Max Niemeyer Verlag, Halle (1882) | Schlegelsche Terzine                                                                    | | - DigiZeitschriften |
| - 1615 (Die kluge Narrheit von Antonio Maria Spelta) - 1618 (Spital Unheylsamer Narren und Närrinnen von Tommaso Garzoni) | Fragmente aus Inferno, Purgatorio und Paradiso                                                             | Georg Friederich Messerschmid (erwähnt 1615 oder 1625 , gestorben 17. Jahrhundert)        | Deutschland                     | Schriftsteller, Übersetzer, Humorist | Johann Carolo, Straßburg |                                                                                         | | - Spelta MDZ - Garzoni MDZ |
| 1637 | Purgatorio III 34-39                                                                                       | Christian Brehme (1613 - 1667)                                                            | Deutschland                     | Dichter, kurfürstlicher Beamter, Bibliothekar, Bürgermeister in Dresden | Bey Friedrich Lanckische S. Erben, Leipzig | Gereimte Doppelverse                                                                    | | - Google Books S. 104 |
| 1639 | Inferno XXVIII 37-39                                                                                       | Johann Rist (1607-1667)                                                                   | Deutschland                     | Dichter, evangelisch-lutherischer Theologe und Pastor | |                                                                                         | | - MDZ, S. 3 |
| 1659 | Inferno XII 46-48 und 100-102                                                                              | Andreas Gryphius (1616-1664)                                                              | Deutschland                     | Dramatiker, Lyriker | | In Strophen mit vier Versen nach der Reimordnung [abba]                                 | | - MDZ |
| 1741 | Inferno XXXIII 49-75 (Ugolino) und V 127-132 (Francesca)                                                   | Johann Jakob Bodmer (1698-1783)                                                           | Schweiz                         | Dramatiker, Literaturkritiker, Essayist, Philologe | Conrad Orell und Comp., Zürich | Prosa                                                                                   | | - Digitalisat e-rara, S. 29-32 - Textherkunft und Transkription |
| 1759 | Inferno XXXIII 43-75 (Ugolino)                                                                             | Moses Mendelssohn (1729–1786)                                                             | Deutschland                     | Philosoph der Aufklärung | Johann Gottfried Dyck, Leipzig | Prosa                                                                                   | | - Google Books, S. 655-656 - Textherkunft und Transkription |
| - 1763/64 - 1774 (2. ergänzte Ausgabe)                                                                                    | Teile aus Inferno, Purgatorio, Paradiso                                                                    | Johann Nicolaus Meinhard (1727–1767)                                                      | Deutschland                     | Literarhistoriker, Philologe, Schriftsteller, Hauslehrer, Übersetzer | Im Verlage der Fürstlichen Waysenhaus-Buchhandlung, Braunschweig | Verse und Prosa                                                                         | | - 1763 (1. Teil) Google Books - 1764 (2. Teil) Google Books - 1774 (1. Teil) MDZ - 1774 (2. Teil) MDZ - Transkription von Carl Nyholm                                                                 |
| 1764 | Inferno XXXIII 25-27 und 37-75 (Ugolino)                                                                   | Johann Georg Jacobi (1740–1814)                                                           | Deutschland                     | Dichter, Publizist | Carl Philipp Ludwig Stahl, Düsseldorf | Prosa                                                                                   | | - Digitalisat MDZ, S. 55-58 - Textherkunft und Transkription |
| - 1780-1782 - 2004 (Neuausgabe)                                                                                           | Inferno | Christian Joseph Jagemann (1745–1804)                                                     | Deutschland                     | Privatgelehrter, Hofrat, Bibliothekar | - Hoffmann, Weimar - edition sturzflüge, Bozen (2004) | In reimlosen, männlich ausklingenden Jamben                                             | | - Magazin der italienischen Litteratur und Künste MDZ - Transkription von Carl Nyholm |
| 1791-1797 | Teile aus Inferno, Purgatorio, Paradiso                                                                    | August Wilhelm Schlegel (1767–1845)                                                       | Deutschland                     | Literaturhistoriker und -kritiker, Übersetzer, Altphilologe, Indologe | Verschiedene Publikationen und Verlage | Schlegel-Terzinen, die den Mittelreim auslässt                                          | | |
| - 1796 - 1924 (Nachdruck)                                                                                                 | Inferno V 127-138 (Francesca)                                                                              | Johann Friedrich Butenschoen (1764-1842)                                                  | Deutschland                     | Pädagoge, Journalist | K. Curtius, Berlin (Nachdruck) | Blankverse                                                                              | | |
| 1802 | Inferno III 1–9, Paradiso II und XXV 1–9                                                                   | Friedrich Wilhelm Joseph Schelling (1775–1854)                                            | Deutschland                     | Philosoph, Anthropologe, Hochschullehrer | Verschiedene Publikationen und Verlage |                                                                                         | | - Textherkunft und Transkription |
| 1803 | Teile aus Inferno                                                                                          | Carl Petersohn alias Karl Edmund (1780–1819)                                              | Deutschland                     | Pädagoge | Schwan & Götz, Mannheim |                                                                                         | | - Google Books S. 51-127 |
| 1803-1805 | Teile aus Inferno und Purgatorio                                                                           | August Bode (1778–1804)                                                                   | Deutschland                     | Schriftsteller, Übersetzer, Herausgeber | F. Dienemann und Comp., Penig |                                                                                         | | - MDZ 5. Heft - MDZ 6. Heft - MDZ 7. Heft - MDZ 8. Heft |
| - 1804 - 1924 (Nachdruck)                                                                                                 | Inferno V 97-142 (Francesca)                                                                               | Samuel Gottlieb Laube (1781–1835)                                                         | Deutschland                     | Handelsgerichtspräsident, Notar, Übersetzer aus dem Polnischen, Dramatiker | - F. Dienemann und Comp., Penig (1804) - Verlag Hermann Böhlaus Nachfolger, Weimar (1924) |                                                                                         | | |
| - 1804 - 1925 (Nachdruck)                                                                                                 | Inferno III, 1-42                                                                                          | Immanuel Meier                                                                            | Deutschland                     | Übersetzer, Herausgeber | - F. Dienemann und Comp., Penig (1804) - Verlag der Deutschen Dante-Gesellschaft in Kommission bei R. Wagner Sohn, Weimar (1925)                                                                                    |                                                                                         | | |
| 1806 | Teile aus Purgatorio und Paradiso                                                                          | Adolf Wagner (1774–1835)                                                                  | Deutschland                     | Literaturhistoriker, Bühnenautor, Übersetzer, Schriftsteller | Breitkopf und Härtel, Leipzig |                                                                                         | | - Google Books S. 8-42 |
| - 1807 - 1925 (Nachdruck)                                                                                                 | Purgatorio XXVIII (Dantes irdisches Paradies)                                                              | Johann Gottlieb Fichte (1762–1814)                                                        | Deutschland                     | Erzieher, Philosoph, Professor der Philosophie | - Heinrich Degen, Königsberg (1807) - Verlag der Deutschen Dante-Gesellschaft in Kommission bei R. Wagner Sohn, Weimar (1925)                                                                                       |                                                                                         | | - Vesta, S. 105-110 |
| 1808 | Inferno V (Francesca)                                                                                      | Karl August Förster (1784–1841)                                                           | Deutschland                     | Dichter, Übersetzer | Im Verlage des Landes-Industrie-Comptoirs, Weimar |                                                                                         | | - Textherkunft und Transkription |
| - 1816 - 1824 und Folgejahre                                                                                              | Inferno X 22-51, 76-93 (Farinata degli Uberti)                                                             | Karl Philipp Conz (1762–1827)                                                             | Deutschland                     | Dichter, Schriftsteller, Philologe | - Verlag von Joseph Engelmann, Heidelberg (1824) - Verlag der Stettin’schen Buchhandlung, Ulm (1838) |                                                                                         | | - MDZ S. 63-65 - Google Books S. 285-287 |
| 1817 | Purgatorio VI 145-151                                                                                      | Anonymus                                                                                  | Deutschland                     | | G. Voß'sche Buchhandlung, Leipzig | Prosa                                                                                   | Kommentar | - Internet Archive Spalte 1206 |
| 1818 | Inferno XIV 46-72 (Kapaneus)                                                                               | Friedrich Gottlob Wetzel (1779–1819)                                                      | Deutschland                     | Schriftsteller, Dichter | Vandenhoeck und Ruprecht, Göttingen |                                                                                         | | - MDZ |
| 1818 | Purgatorio VI 76-151                                                                                       | Johann Gottlob Regis (1791–1854)                                                          | Deutschland                     | Dichter, Übersetzer | Verlag der Herrmannschen Buchhandlung, Frankfurt am Main |                                                                                         | | - Google Books S. 247-249 |
| 1824 | Paradiso II 1-15                                                                                           | Friedrich von Oeynhausen (1801–1875)                                                      | Deutschland                     | hannoverscher Offizier, mecklenburgischer Gutsbesitzer und Politiker | Friedrich Christian Wilhelm Vogel, Leipzig |                                                                                         | | - Google Books, S. VII-IX |
| 1826 | Inferno XI 97-105 und XII 1-10, 28-45, 80-82                                                               | Johann Wolfgang Goethe (1749–1832)                                                        | Deutschland                     | Dichter, Politiker, Staatsmann, Naturforscher | Verschiedene Publikationen und Verlage |                                                                                         | | - Textherkunft und Transkription |
| 1829 | Inferno XXVIII 112-142 (Bertran de Born), Purgatorio XXVI 115-123 (Arnaut Daniel)                          | Friedrich Christian Dietz (1794–1876)                                                     | Deutschland                     | Philologe, Romanist, Literaturwissenschaftler, Etymologe, Schriftsteller, Übersetzer | Verlag der Gebrüder Schumann, Zwickau |                                                                                         | | - Internet Archive, S. 189-190 und 345-346 |
| 1836 | Paradiso I                                                                                                 | Carl Gustav Carus (1789–1869)                                                             | Deutschland                     | Gynäkologe, Anatom, Pathologe, Hochschullehrer, Maler, Naturphilosoph, Psychologe | Flammer & Hoffmann, Pforzheim |                                                                                         | | - Digitalisat Google Books, S. 84-89 - Textherkunft und Transkription |
| 1837 | Inferno III 1-9 (Höllentor)                                                                                | Graf Christian von Bernstorf                                                              | Deutschland                     | | Christian Friedrich Osiander, Tübingen |                                                                                         | Italienischer Text | - MDZ, S. 28 |
| 1843 | Inferno | Karl Graul (1814–1864)                                                                    | Deutschland                     | Theologe, Missionsdirektor, Missionswissenschaftler, Dravidologe | Carl Friedrich Dörffling, Leipzig | In echten Terzinen mit weiblichen Reimen                                                | Widmung An Dante, Vorwort, Meine Grundsätze bei der Uebersetzung und Erklärung der göttlichen Komödie, Einleitung, Rubriken, Anmerkungen, Struktur des Inferno | - Internet Archive - Transkription von Carl Nyholm |
| - 1849 - 1853 - 1859 - 1867                                                                                               | - Paradiso XXIV-XXVI (1849) - Paradiso VII (1853) - Paradiso XXXIII (1859) - Inferno III 22-69 (1867)      | Carl Friedrich Göschel (1784–1861)                                                        | Deutschland                     | preußischer Kirchenjurist, philosophisch-theologischer Schriftsteller | - Mühlmann, Halle (1849) - F. A. Brockhaus, Leipzig (1853) - W. Hertz, Berlin (1863) - F. A. Brockhaus, Leipzig (1867)                                                                                              |                                                                                         | z. T. Erläuterungen | - MDZ 1849 - MDZ 1853, S. 169-173 - MDZ 1859, S. 151-177 - MDZ 1867, S. 103-104 |
| 1856 | - Inferno III, 1-9 (drei Versuche), 10-13 - Paradiso XVII 118-121                                          | Johann Friedrich Heinrich Schlosser (1780–1851)                                           | Deutschland                     | Jurist, Kaiserlicher Rat, Schriftsteller, Privatgelehrter, Privatier | Franz Kirchheim, Mainz |                                                                                         | | - Google Books, S. 136-139 |
| 1858 | Fragmente aus Inferno, Purgatorio und Paradiso                                                             | Hartwig Floto (1825–1881)                                                                 | Deutschland                     | Historiker | R. Besser, Stuttgart |                                                                                         | Prosabrücken, Erläuterungen | - Digitalisat MDZ |
| - 1860 - 1924 (Nachdruck)                                                                                                 | Inferno V 17-142 (Francesca)                                                                               | Friedrich Halm (1806–1871)                                                                | Österreich                      | | |                                                                                         | | |
| 1860 | Inferno V 127-142 (Francesca)                                                                              | Wilhelm Treitz (1838–1869)                                                                | Deutschland                     | Anglist, Romanist | Verlag Hermann Böhlaus Nachfolger, Weimar |                                                                                         | | |
| 1863 | Inferno | Julius Braun (1821–1878)                                                                  | Deutschland                     | Badearzt, Dichter | Verlag von Theodor Christian Friedrich Enslin, Berlin | In frei gereimten Jamben                                                                | Der Dichter und seine Zeit, Rubriken | - Digitalisat MDZ |
| - 1863 - 1865 - 1867 | - Inferno III 1-9 (Höllentor) (1863) - Inferno I-V (1863) - Inferno und Purgatorio - Inferno I-XVII (1867) | Adolf Doerr (1816–1868)                                                                   | Deutschland                     | Dichter | - Bremen (1863) - F. A. Brockhaus, Leipzig (1865) - Schorkopf, Darmstadt (1867) |                                                                                         | | - Internet Archive 1863, S. 97-98 und 397-402 - MDZ 1865, S. 747–749 - MDZ 1865, S. 820–822 |
| 1863 | Fragmente aus Inferno, Purgatorio und Paradiso                                                             | Karl Heinrich Preller alias C. Hape (1830–1890)                                           | Deutschland                     | Redakteur | Frommann, Jena |                                                                                         | | - Digitalisat MDZ |
| 1865 | Inferno | Alexander Tanner                                                                          | Deutschland                     | | - E. A. Fleischmann, München - Carl Merhoff's Verlag, München (2. billige Ausgabe 1865) | In reimlosen, weiblich ausklingenden Jamben                                             | Kommentar, Namen- und Sachregister | - Internet Archive - 1865 (2. Ausgabe) MDZ |
| 1870 | Inferno | R. Baron                                                                                  | Deutschland                     | | A. Reisewitz, Oppeln | In Hexametern                                                                           | | |
| 1872 | Inferno XXXV                                                                                               | S. W.                                                                                     | Deutschland                     | | Friedrich Andreas Perthes, Gotha |                                                                                         | | MDZ S. 67-72 |
| - 1880 - 1921 | Paradiso                                                                                                   | Seligmann Heller (1831–1890)                                                              | Österreich                      | Schriftsteller | |                                                                                         | | |
| 1880 | - Purgatorio XXVII 127-142 - Paradiso XXXIII 1-39                                                          | Hermann Mensch (1831–1914) alias H. Normann                                               | Deutschland                     | Gymnasiallehrer, Freimaurer | Levy & Müller, Stuttgart |                                                                                         | | |
| 1882 | Teile aus dem Paradiso                                                                                     | F. R. Fricke                                                                              | Deutschland                     | | Fricke, Halle |                                                                                         | | |
| 1885 | Teile aus der Commedia                                                                                     | Gerhard Gietmann S. J. (1845–1912)                                                        | Deutschland                     | Jesuit, Lehrer | Herder, Freiburg |                                                                                         | | - Erster Theil MDZ - Erg. Hefte 29-32 MDZ |
| 1887 | Inferno V 97-142 (Francesca)                                                                               | Alberta von Puttkamer (1849–1923)                                                         | Deutschland                     | Schriftstellerin | Verlag von Wilhelm Friedrich, Leipzig |                                                                                         | | Google Books |
| 1898 | Inferno XXXII-XXXIII                                                                                       | Monty Jacobs (1875–1945)                                                                  | Deutschland                     | deutscher Schriftsteller und Journalist englischer Herkunft | Verlag von E. Ebering, Berlin | Prosa                                                                                   | | Google Books, S. 10-40 |
| - 1899 - 1907 - 1915, 1916, 1921 - 1921                                                                                   | Teile aus der Commedia                                                                                     | Karl Federn (1868–1943)                                                                   | Österreich                      | Jurist, Übersetzer, Schriftsteller | - E. A. Seemann und der Gesellschaft für graphische Industrie, Leipzig, Berlin, Wien (1899) - Marquardt & Co., Berlin (1907) - Alfred Kröner Verlag, Stuttgart (1915, 1916, 1921) - Erich Lichtenstein Verlag, Jena |                                                                                         | | |
| 1899-1901 | Inferno I - XI                                                                                             | W. Medicus                                                                                | Deutschland                     | | C. Meyer, Hannover |                                                                                         | | - Jahrgang 13, 1899, Internet Archive - Jahrgang 14, 1900, Internet Archive - Jahrgang 15, 1901, Internet Archive                                                                                     |
| 1903 (postum erschienen)                                                                                                  | Inferno I - XXV                                                                                            | Hermann von Löhner (1842–1902)                                                            | Österreich                      | Journalist, Korrespondent, Reiseberichterstatter, Bühnendichter, Opern- und Theaterkritiker, Literaturhistoriker, Übersetzer aus dem Dänischen, Französischen, Spanischen Italienischen | Druck und Verlag von Carl Gerold's Sohn, Wien | Terzinen mit in etwa ausgewogen männlichen und weiblichen Reimen                        | Nachwort Hermann von Löhner. Eine biographische Skizze von Carl Siegel                                                                                         | |
| - 1906 (Handschrift) - 1906-07 - 1913 - 1914 - 1921                                                                       | - Inferno V 97-142 (Handschrift) - Inferno I, II, III - Inferno V 73-142 - Inferno I - IV - Inferno I-VIII | Otto Hauser (1876–1944)                                                                   | Österreich                      | Schriftsteller, Übersetzer | |                                                                                         | | |
| 1907 | Inferno V 97-142 (Handschrift)                                                                             | Johann Marcuse                                                                            | Deutschland                     | | Verlag Hermann Böhlaus Nachfolger, Weimar |                                                                                         | | |
| 1908 | Inferno | Albert Pohlmeyer                                                                          | Deutschland                     | | Berlin, Voß | In Dakylen                                                                              | | |
| 1908 | Inferno V 97-142 (Handschrift)                                                                             | Max H. Krell (1887-1962)                                                                  | Deutschland                     | Autor, Lektor | | Verlag Hermann Böhlaus Nachfolger, Weimar 1924                                          | | |
| - 1909 (Handschrift) - 1921 (Nachdruck)                                                                                   | Inferno V 97-142                                                                                           | Anton Englert                                                                             | Deutschland                     | | - München - Verlag Hermann Böhlaus Nachfolger, Weimar |                                                                                         | | |
| 1909 (Handschrift) | Inferno V 97-142                                                                                           | J. Henke                                                                                  | Deutschland                     | | Verlag Hermann Böhlaus Nachfolger, Weimar |                                                                                         | | |
| 1910 | Teile aus Inferno, Purgatorio und Paradiso                                                                 | Franz Settegast (1852–1931)                                                               | Deutschland                     | Romanist, Historiker | Dieterich’sche Verlagsbuchhandlung, Leipzig |                                                                                         | | |
| 1911 | Inferno V 25-142                                                                                           | Karl Adelmann (1859–1910)                                                                 | Deutschland                     | Kunstschriftsteller | B. Seeber, Florenz |                                                                                         | | |
| 1912 | Teile aus Inferno, Purgatorio und Paradiso                                                                 | Stefan George (1868–1933)                                                                 | Deutschland                     | Lyriker | Georg Bondi Verlag, Berlin |                                                                                         | | - 1912 1912 MDZ - 1912 USB Köln - 1925 USB Köln - 1932 USB Köln |
| 1912 | Inferno I - VIII                                                                                           | Otto Hauser (Autor) (1876-1944)                                                           | Österreich                      | Schriftsteller und Übersetzer | Alexander Duncker Verlag, Weimar | Terzinen mit regelmäßig alternierenden männlichen und weiblichen Reimen                 | Einführung, Anmerkungen | |
| um 1912 | Inferno V 97-142 (Handschrift)                                                                             | Anonymus                                                                                  | Deutschland                     | | Verlag Hermann Böhlaus Nachfolger, Weimar |                                                                                         | | |
| 1916 | Inferno V 97-142 (Handschrift)                                                                             | Alfred Friedmann (1845–1923)                                                              | Deutschland                     | Schriftsteller und Übersetzer | Verlag Hermann Böhlaus Nachfolger, Weimar |                                                                                         | | |
| - 1916 - 1921 | - Inferno I (1916) - Inferno II (1921)                                                                     | A. Chwatal                                                                                | Deutschland                     | | C. Friese, Magdeburg |                                                                                         | italienischer Text | |
| 1918 | Zusammenfassung der Commedia                                                                               | Otto Euler (1835–1925)                                                                    | Deutschland                     | Advokat, Geheimer Justizrat, Stadtverordneter, Mitglied des Stadtparlaments Düsseldorf, Führer der Zentrumspartei                                                                       | Volksvereins-Verlag, München-Gladbach |                                                                                         | | |
| 1920 | Inferno V 97-142 (Handschrift)                                                                             | Hedwig von Ohlen Adlerscron (1867–[nach 1928])                                            | Deutschland                     | | Verlag Hermann Böhlaus Nachfolger, Weimar |                                                                                         | | |
| - 1921 - 1924 (Nachdruck)                                                                                                 | Purgatorio XXVII 16-57                                                                                     | Irene Behm                                                                                | Österreich                      | | - Petrus-Verlag, Trier und Wien; Verlagsanstalt Tyrolia, München und Innsbruck - Verlag der Deutschen Dante-Gesellschaft, Weimar (Nachdruck)                                                                        |                                                                                         | | |
| 1921 | Fragmente aus der Commedia                                                                                 | Otto Hermann Kahn (1867–1934)                                                             | Deutschland, Vereinigte Staaten | Bankier, Unternehmer, Mäzen | C. H. Beck, München |                                                                                         | | |
| 1921 | Inferno V 97-142 (Handschrift)                                                                             | Max Fischer                                                                               | Deutschland                     | | Verlag Hermann Böhlaus Nachfolger, Weimar |                                                                                         | | |
| 1921 | Inferno V 97-142 (Handschrift)                                                                             | Therese Tesdorpf-Sickenberger (1853–1926)                                                 | Deutschland                     | Pädagogin, Schriftstellerin | Verlag der Deutschen Dante-Gesellschaft, Weimar |                                                                                         | | |
| - 1921 - 1927 | Auszüge aus der Commedia                                                                                   | Karl Jakubczyk (1888–1931)                                                                | Deutschland                     | Theologe | - Herder & Co. G.m.b.H. Verlagsbuchhandlung, Freiburg im Breisgau - Leonard Schwann, Düsseldorf |                                                                                         | | |
| 1924 | Purgatorio XXII 64-73                                                                                      | Eduard Fraenkel (1888–1970)                                                               | Deutschland                     | deutsch-englischer Altphilologe | B. G. Teubner Verlag, Leipzig |                                                                                         | | |
| 1924 | Inferno und Purgatorio                                                                                     | Konrad Gans zu Putlitz (1855–1924), unter Mitwirkung von Emmy Schweitzer geb. Kulenkampff | Deutschland                     | Gutsbesitzer, Politiker, Mäzen | Der Tempel Verlag, Berlin und Leipzig | Terzinen mit regelmäßig alternierenden männlichen und weiblichen Reimen                 | Italienischer Text, An Dante von Michelangelo Buonarotti, Anmerkungen, Dantes Leben                                                                            | |
| 1927 | Paradiso, Teile aus Inferno und Purgatorio                                                                 | Hertha Federmann (1882–1969)                                                              | Deutschland                     | Autorin, Übersetzerin | Tempel Verlag, Leipzig | Schlegel-Terzinen mit vorwiegend weiblichen Reimen                                      | Italienischer Text, Anmerkungen, Dante und seine Zeit, Regententafeln                                                                                          | - Kritische Ausgabe Text I+D Text koloriert I+D koloriert |
| 1936 (postum erschienen)                                                                                                  | Inferno I-XV, XXVI-XXVIII, XXXII-XXXIV; Purgatorio; Paradiso XI, XXIX-XXXIII                               | Hans Deinhardt (1883–1933)                                                                | Deutschland                     | Jurist, Richter, Komponist | Verlag Heinrich F. S. Bachmair, München | Übersetzung in echten Terzinen, männliche und weibliche Versausgänge beliebig wechselnd | Nachwort von Clemens Lugowski | |
| 1945 | Fragmente aus Paradiso                                                                                     | Rudolf von Simolin-Bathory (1885–1945)                                                    | Deutschland                     | Romanist, Übersetzer, Kunstsammler | Manuskripte und Vorarbeiten in der Bayerischen Staatsbibliothek |                                                                                         | | |
| 1947 | Teile aus Inferno, Purgatorio und Paradiso                                                                 | Hermann Moge                                                                              | Deutschland                     | Übersetzer | Verlag Hans von Chamier, Essen und Freiburg i. Br. | gereimte Terzinen                                                                       | Vorwort, Zwischentitel, Prosabrücken, Erläuterungen | |
| 1950 | Teile aus Inferno, Purgatorio und Paradiso                                                                 | Felix Zielinski                                                                           | Deutschland                     | | Dipax-Verlag, Erlangen | Terzinen mit vorwiegend weiblichen Schlüssen                                            | Geleitwort von Walter Goetz, Vorwort zur Nachdichtung, Zwischentitel, Rubriken, Prosabrücken, Anmerkungen, Gliederung der Hölle, Liste der Päpste, Stammbäume  | |
| 1950 | Teile aus Inferno, Purgatorio und Paradiso                                                                 | Hans Mühlestein (1887–1969)                                                               | Schweiz                         | Kulturhistoriker, politischer Schriftsteller, Übersetzer | Quos Ego Verlag (Selbstverlag), Celerina | Schlegelsche Terzinen                                                                   | Profilbildnis Dantes (vermutlich von Agnolo Bronzino), italienischer Text, Anmerkung des Übersetzers                                                           | - Kritische Ausgabe auf academia.edu |
| - 1950 - 1957 - 1998 | Fragmente aus Inferno, Purgatorio und Paradiso                                                             | Romano Guardini (1885–1968)                                                               | Italien                         | römisch-katholischer Priester, Jugendseelsorger, Religionsphilosoph, Theologe | - Kösel Verlag, München (1951, 1958) - Matthias-Grünewald-Verlag, Mainz und Verlag Ferdinand Schöningh, Paderborn (1998)                                                                                            | Prosa                                                                                   | | |
| - 1957 - 2001 (CD-Edition)                                                                                                | Teile aus Inferno, Purgatorio und Paradiso                                                                 | Eckart Peterich (1900–1968)                                                               | Deutschland                     | Schriftsteller, Journalist, Korrespondent, Reiseberichterstatter, Reiseführerautor, Übersetzer                                                                                          | Prestel Verlag, München; Der Hörverlag, München | Hörspiel für den Bayerischen Rundfunk                                                   | Widmung, Liste der Schauspielerinnen und Schauspieler sowie Tontechnikern, Einleitung, Über Dantes Leben und Werk, Zu Botticellis Zeichnungen                  | |
| 1980 | Teilübersetzungen aus der ganzen Commedia                                                                  | Friedrich Bierbüße alias Fritz Beerenbusch Esfaudeh (SVD) (1914–1984)                     | Deutschland                     | Priester, Missionar | Ellenberg Verlag, Köln | verschiedene Versarten                                                                  | Vorwort | |
| 1982 | Fragmente aus Inferno (u. a. 17. Gesang "Geryon") und Purgatorio                                           | Martha Maria Heinimann (geb. Horst)                                                       | Schweiz                         | Übersetzerin | Böhlau-Verlag, Köln und Wien | rhythmisierte Verse und Hexameter auf Berndeutsch                                       | | Martha Heinimann: Versuch einer fragmentarischen Übersetzung der Göttlichen Komödie in die berndeutsche Mundart. In: Deutsches Dante Jahrbuch, Band 57. Köln / Wien: Böhlau-Verlag, 1982. S. 145-154. |
| 2009 | Inferno V (Francesca)                                                                                      | Silvana Bussmann-Brigaglia                                                                | Italien                         | Übersetzerin, Buchkünstlerin | AQUINarte Literatur- und Kunstpresse, Kassel |                                                                                         | Einleitung von Reinhart Moritzen, Vorwort, Kommentar zur Übersetzung, Briefe zur Übersetzung, Fragment eines Gesprächs, italienischer Text, Nachwort, Quellen  | |
| - 2013 (1. Auflage) - 2024 (2. durchgesehene Auflage)                                                                     | Commedia                                                                                                   | Kilian Nauhaus (* 1960)                                                                   | Deutschland                     | Kirchenmusiker, Autor | Verlag Christoph Dohr, Köln | Prosa (Nacherzählung)                                                                   | Vorwort, Rubriken, Dantes Leben und Werk, Dante auf Deutsch, Zeittafel, Namenregister                                                                          | |